# Malmgreniella scriptoria
Malmgreniella scriptoria är en ringmaskart som först beskrevs av Moore 1910.  Malmgreniella scriptoria ingår i släktet Malmgreniella och familjen Polynoidae. Inga underarter finns listade i Catalogue of Life.